# Al-Makrusa
Al-Makrusa (arab. المقروصه) – wieś w Syrii w muhafazie Damaszek w dystrykcie Katana. W 2004 roku liczyła 443 mieszkańców.